# Hnutí za Velký Izrael
Hnutí za Velký Izrael (hebrejsky: התנועה למען ארץ ישראל השלמה, ha-Tenu'a le-ma'an Erec Jisra'el ha-šelejma) bylo izraelské politické hnutí, existující v 60. a 70. letech 20. století, jehož ideologií byl Velký Izrael.
Vzniklo v červenci 1967, měsíc poté, co Izrael v šestidenní válce dobyl Pásmo Gazy, Sinajský poloostrov, Západní břeh Jordánu a Golanské výšiny, a vyzývalo izraelskou vládu, aby si dobytá území ponechala a osídlila je židovským obyvatelstvem. Zakladateli hnutí byli labourističtí a revizionističtí sionisté, spisovatelé a básníci, včetně Natana Altermana, Aharona Amira, Chajima Guriho, Rachel Janajit Ben Cvi, Jicchaka Tabenkina, Jicchaka Cukermana, Civji Lubetkina, Eli'ezera Livneho, Moše Šamira, Šmu'ela Kace, Ze'eva Vilnaje, Uri Cvi Greenberga, Šmu'ela Josefa Agnona, Isera Har'ela, Jisra'ele Eldada, Dana Tolkovského a Avrahama Jofeho.
Ve volbách v roce 1969 kandidovalo pod názvem „Kandidátka země izraelské,“ avšak získalo pouze 7561 hlasů (0,6 % hlasů) a nedokázalo překročit 1% volební práh. Před volbami v roce 1973 se připojilo k alianci Likud, kterou tvořily strany Cherut, Liberální strana, ha-Merkaz ha-chofši (Svobodný střed) a Rešima mamlachtit (Národní kandidátka). Likud ve volbách získal 39 mandátů, z nichž jeden byl přidělen Hnutí za Velký Izrael, který získal Avraham Jofe.
V roce 1976 se hnutí spojilo s Rešima mamlachtit a ha-Merkaz ha-Acma'i (odštěpenec ha-Merkaz ha-chofši) a vytvořilo stranu La'am, která zůstala součástí Likudu, až do jeho sloučení v Cherut v roce 1984. Jeho dva členové, Moše Šamir a Cvi Šiloach se později stali členy Knesetu za Likud a Techiju.